# Nāḩīyat al ‘Abāyijī
Nāḩīyat al ‘Abāyijī (arabiska: ناحية العبايجي) är ett underdistrikt i Irak.   Det ligger i provinsen Bagdad, i den centrala delen av landet, 40 km norr om huvudstaden Bagdad.